# Semelaspidus theobromae
Semelaspidus theobromae är en insektsart som beskrevs av Williams 1957. Semelaspidus theobromae ingår i släktet Semelaspidus och familjen pansarsköldlöss. Inga underarter finns listade i Catalogue of Life.